# Lene Jenssen
Lene Jenssen (Fredrikstad, 22 de abril de 1957) es una nadadora noruega retirada especializada en pruebas de estilo libre, donde consiguió ser subcampeona mundial en 1978 en los 100 metros estilo libre.

## Carrera deportiva
En el Campeonato Mundial de Natación de 1978 celebrado en Berlín (Alemania), ganó la medalla de plata en los 100 metros estilo libre, con un tiempo de 56.82 segundos, tras la alemana Barbara Krause  (oro con 55.68 segundos que fue récord de los campeonatos) y por delante de la soviética Larisa Tsereva (bronce con 56.85 segundos).